# سامانثا ألبرت
سامانثا ألبرت (بالإنجليزية: Samantha Albert)‏ هي فارسة ‏ جامايكية، ولدت في 31 مايو 1971 في مونتريال في كندا.

## وصلات خارجية
- سامانثا ألبرت على موقع الاتحاد الدولي للفروسية (الإنجليزية)
- سامانثا ألبرت على موقع FEI (رابط بديل) (الإنجليزية)
- سامانثا ألبرت على موقع اللجنة الأولمبية الدولية (الإنجليزية)
- سامانثا ألبرت على موقع أوليمبيديا (الإنجليزية)